# 香严寺 (柳林)
37°26′20″N 110°53′51″E / 37.43889°N 110.89750°E
香严寺位于中国山西省吕梁市柳林县城北，2001年被列为第五批全国重点文物保护单位。
香严寺始建于唐，现存建筑中大雄宝殿为金代建筑，天王殿、毗卢殿、十王殿、珈蓝殿、东西配殿为元代所建，余为明代建筑。寺坐北朝南，占地6160平方米。大雄宝殿为主殿，面阔五间，进深六椽，单檐歇山顶。